# Ján Greguš
Ján Greguš, född 29 januari 1991, är en slovakisk fotbollsspelare som spelar för San Jose Earthquakes och Slovakiens landslag.

## Klubbkarriär
Den 20 december 2018 blev Greguš klar för Minnesota United i MLS. Den 6 januari 2022 värvades Greguš av San Jose Earthquakes.

## Landslagskarriär
Den 31 mars 2015 debuterade Greguš för det slovakiska landslaget, i en match mot Tjeckien.